# Anomala crassiuscula
Anomala crassiuscula är en skalbaggsart som beskrevs av Machatschke 1964. Anomala crassiuscula ingår i släktet Anomala och familjen Rutelidae. Inga underarter finns listade i Catalogue of Life.